# 소호 (홍콩)

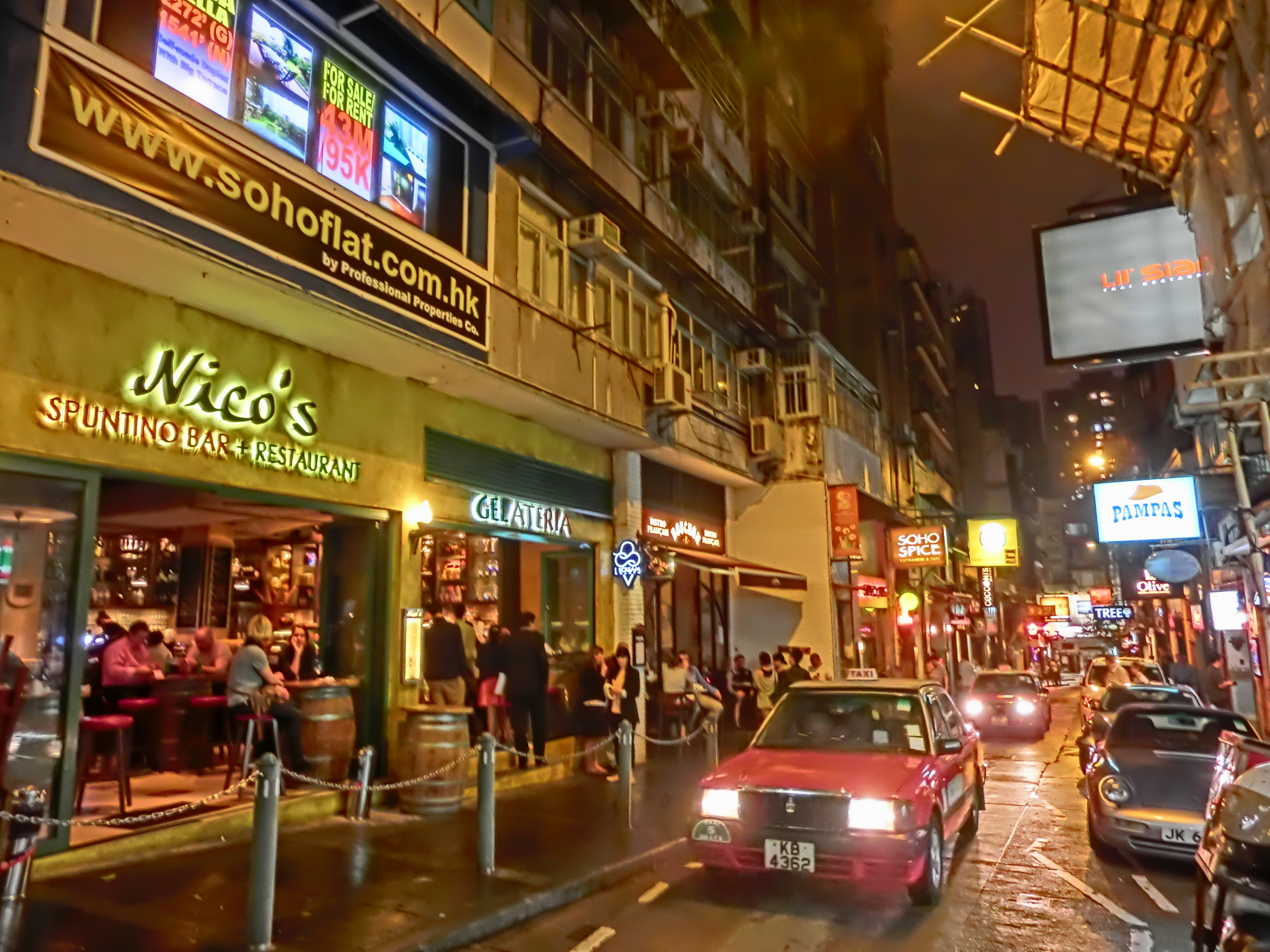
쑤하오

소호(SOHO, 中環蘇豪區)는 홍콩 중완에 위치한 한 지역이다. 셩완과 경계를 마주하고 있다. 소호라는 이름은 '할리우드 로의 남쪽' (South of Hollywood)의 줄임말에서 따왔다.

## 같이 보기
- 홍콩의 지역 목록